# Campeonato Europeo de Halterofilia de 2011
El XC Campeonato Europeo de Halterofilia se celebró en Kazán (Rusia) entre el 10 y el 17 de abril de 2011 bajo la organización de la Federación Europea de Halterofilia (EWF) y la Federación Rusa de Halterofilia.
Las competiciones se realizaron en las instalaciones del Pabellón de Baloncesto de la ciudad tártara.

## Medallistas

### Masculino
| Evento          | Oro                                           | Plata                                          | Bronce                                           |
| --------------- | --------------------------------------------- | ---------------------------------------------- | ------------------------------------------------ |
| 56 kg (11.04)   | Oleg Sîrghi Moldavia 112 + 150 = 262          | Gökhan Kılıç Turquía 118 + 138 = 256           | Florin Croitoru · Rumania · 115 + 141 = 256      |
| 62 kg (12.04)   | Bünyami Sezer Turquía 140 + 158 = 298         | Antoniu Buci · Rumania · 134 + 156 = 290       | Hurşit Atak Turquía 128 + 161 = 289              |
| 69 kg (13.04)   | Vladislav Lukanin · Rusia · 146 + 186 = 332   | Răzvan Martin · Rumania · 150 + 181 = 331      | Daniel Godelli · Albania · 145 + 176 = 321       |
| 77 kg (14.04)   | Semih Yağcı Turquía 155 + 192 = 347           | Arayik Mirzoyan Armenia 160 + 187 = 347        | Richard Tkáč · Eslovaquia · 152 + 183 = 335      |
| 85 kg (15.04)   | Alexei Yufkin · Rusia · 170 + 215 = 385       | Apti Aujadov · Rusia · 173 + 212 = 385         | Benjamin Hennequin Francia 165 + 208 = 373       |
| 94 kg (16.04)   | Andrei Demanov · Rusia · 171 + 220 = 391      | Anatoli Cîrîcu Moldavia 173 + 217 = 390        | Aurimas Didžbalis · Lituania · 177 + 205 = 382   |
| 105 kg (16.04)  | Jadzhimurat Akkayev · Rusia · 195 + 230 = 425 | Guia Machavariani Georgia 183 + 217 = 400      | Bartłomiej Bonk · Polonia · 180 + 214 = 394      |
| +105 kg (17.04) | Ihor Shymechko · Ucrania · 195 + 217 = 412    | Jiří Orság · República Checa · 184 + 226 = 410 | Yauhen Zharnasek · Bielorrusia · 187 + 223 = 410 |

1. 1 2 3  Arrancada (kg) + dos tiempos (kg) = total olímpico (kg).

### Femenino
| Evento         | Oro                                                | Plata                                          | Bronce                                           |
| -------------- | -------------------------------------------------- | ---------------------------------------------- | ------------------------------------------------ |
| 48 kg (11.04)  | Nurcan Taylan Turquía 90 + 105 = 195               | Nurdan Karagöz Turquía 80 + 100 = 180          | Genny Pagliaro · Italia · 82 + 98 = 180          |
| 53 kg (12.04)  | Aylin Daşdelen Turquía 90 + 112 = 202              | Julia Rohde · Alemania · 83 + 104 = 187        | Ayşegül Çoban Turquía 75 + 105 = 180             |
| 58 kg (13.04)  | Nastassia Novikava · Bielorrusia · 100 + 125 = 225 | Yuliya Paratova · Ucrania · 92 + 108 = 200     | Aleksandra Klejnowska · Polonia · 86 + 110 = 196 |
| 63 kg (14.04)  | Marina Shainova · Rusia · 104 + 141 = 245          | Svetlana Tsarukayeva · Rusia · 112 + 133 = 245 | Sibel Şimşek Turquía 108 + 130 = 238             |
| 69 kg (15.04)  | Oxana Slivenko · Rusia · 120 + 145 = 265           | Tatiana Matveyeva · Rusia · 110 + 141 = 251    | Eszter Krutzler · Hungría · 104 + 127 = 231      |
| 75 kg (16.04)  | Nadezhda Yevstiujina · Rusia · 130 + 162 = 292 RM  | Natalia Zabolotnaya · Rusia · 133 + 153 = 286  | Lidia Valentín · España · 122 + 142 = 264        |
| +75 kg (17.04) | Tatiana Kashirina · Rusia · 146 + 181 = 327 RM     | Ümmühan Uçar Turquía 113 + 136 = 249           | Kathleen Schoppe · Alemania · 100 + 131 = 231    |

1. 1 2 3  Arrancada (kg) + dos tiempos (kg) = total olímpico (kg).
2. ↑  Descalificación por dopaje de la medallista de plata, la armenia Hripsime Jurshudian.[1]

## Medallero
| Núm. | País            | Oro | Plata | Bronce | Total |
| ---- | --------------- | --- | ----- | ------ | ----- |
| 1    | Rusia           | 8   | 4     | 0      | 12    |
| 2    | Turquía         | 4   | 3     | 3      | 10    |
| 3    | Moldavia        | 1   | 1     | 0      | 2     |
| 3    | Ucrania         | 1   | 1     | 0      | 2     |
| 5    | Bielorrusia     | 1   | 0     | 1      | 2     |
| 6    | Rumania         | 0   | 2     | 1      | 3     |
| 7    | Alemania        | 0   | 1     | 1      | 2     |
| 8    | Armenia         | 0   | 1     | 0      | 1     |
| 8    | Georgia         | 0   | 1     | 0      | 1     |
| 8    | República Checa | 0   | 1     | 0      | 1     |
| 11   | Polonia         | 0   | 0     | 2      | 2     |
| 12   | Albania         | 0   | 0     | 1      | 1     |
| 12   | Eslovaquia      | 0   | 0     | 1      | 1     |
| 12   | España          | 0   | 0     | 1      | 1     |
| 12   | Francia         | 0   | 0     | 1      | 1     |
| 12   | Hungría         | 0   | 0     | 1      | 1     |
| 12   | Italia          | 0   | 0     | 1      | 1     |
| 12   | Lituania        | 0   | 0     | 1      | 1     |
|      | TOTAL           | 15  | 15    | 15     | 45    |